# لنا استویکوویچ
لنا استویکوویچ (کرواتی: Lena Stojković، زاده ۳ ژانویه ۲۰۰۲) تکواندوکار زن اهل کرواسی بود.